# Tokpli
Tokpli ist eine Stadt in der Präfektur Yoto der Region Maritime in Togo. Der Ort liegt unmittelbar an der östlich verlaufenden Grenze zu Benin, die an dieser Stelle vom Fluss Mono gebildet wird.
Während der deutschen Kolonialzeit lag Tokpli (zu der Zeit auch Topli) im Verwaltungsbezirk Anecho, war Zollamt und besaß eine Post- und Telegraphenanstalt sowie eine Regenmessstation. Unweit des Ortes befand sich bei dem Dorf Adabio im Monoflussbett ein Kalklager, das mittels einer ansässigen Kalkbrennerei ausgebeutet wurde.
Da der Mono etwa 4–6 Monate im Jahr schiffbar war, hatte der Ort auch als Handelsplatz eine gewisse Bedeutung. Die Bevölkerung gehörte dem Stamm der Ewe an.

## Söhne und Töchter der Stadt
- Agbéyomé Messan Kodjo (1954–2024), Politiker, Premierminister (2000–2002)